# ZPU
Juan Prieto Sánchez (Barcelona, Cataluña, España, 11 de marzo de 1981), más conocido como ZPU es un MC, escritor y poeta de rap en español. Es reconocido por ser uno de los raperos más profundos y relevantes de la escena del hip hop de habla hispana. Es hermano de Soma, uno de los productores musicales más laureados del rap español.

## Carrera

### Comienzos
Su primer grupo fue Muerte Acústica (que más tarde pasaría a llamarse Magnatiz) allá por los años 1994 y 1995. En 1997, junto a Muerte Acústica, sacó su primera maqueta titulada "Las rimas escritas benditas", y en el 98 la segunda llamada "MAnada vamos A". 
Años más tarde, aprovechando un cambio de DJ en el grupo y la experiencia ganada, decidieron cambiar su nombre por Magnatiz, nombre con el que sacarían al mercado dos LP, realizando sus respectivas giras. Después de estos lanzamientos el grupo se disuelve y ZPU continúa su trabajo en solitario.

### En solitario
En 2006, ZPU lanza su primer disco en solitario: "Hombre de oro" grabado en el estudio Lebuqe Estudio, con colaboraciones de Nach (Noches en BCN), Abram (Palabras de honor), Maikro (Madre Tierra), Marco Fonktana (Odio y amor) entre otros. El proyecto cuenta con 17 canciones y un completo éxito. Solo puedes escapar si tienes un corazón de oro...así concluye su primer LP. Este mismo año, ZPU colabora en infinidad de trabajos, maquetas, haciendo crecer su nombre en todo el panorama.
En 2007 comienza a trabajar en su segundo disco Contradicziones, mientras siguen apareciendo colaboraciones con otros artistas como Chiva, Del Valle, Mindheart...
En el año 2008 saca su segundo LP bajo el nombre "Contradicziones", donde encontramos de nuevo colaboraciones con Nach, así como con la cantante Diana Feria (Ángel Guardián). En este disco ZPU saca todo lo que siente, dando un viaje entre lo peor y lo mejor que hay en su vida, y dando fe de su lucha contra el sistema y quien lo controla. El álbum cosecha una gran aceptación y repercusión, colocando a este mc como uno de los principales referentes en el hip hop en lengua castellana.
En el año 2010 saca "He tenido un sueño", catalogado como 'el mejor disco de rap del año', se encuentran temas en clave sociopolítica y personal, que dan como resultado un álbum extraordinario, lleno de mensajes con profundidad.
Llegados al 2011 encontramos "Yo soy el cambio", un DVD cuyo principal objetivo es retratar las vivencias de la Gira del disco "He tenido un sueño", haciendo especial hincapié en el concierto llevado a cabo en Barcelona en diciembre de ese año (Sala Bikini). Un directo inolvidable, con invitados de excepción, más de dos horas de contenidos, dos nuevos temas inéditos, making offs exclusivos, un extenso documental de la gira…
En 2013 saca su disco "Doce Lunas" y cuenta con 19 temas, grabado en Lebuqe Studios. Este disco ha sido el trabajo de 3 largos años en el que se nota una mayor madurez por parte de ZPU, fue lanzado en iTunes, Spotify, y también está disponible en Youtube. Hay colaboraciones con Nach "Estira los dedos", Gema "Palacio de Cristal" o Sho Hai "Dos copas de más" entre otros. El disco está conectado a través de cuatro temas pertenecientes a las cuatro estaciones del año (primavera, verano, otoño e invierno) que narran el nacimiento, día a día y declive de una relación de pareja.
Ya en febrero de 2016, ZPU pública con Frida Ediciones su primer libro Los versos que nunca fueron canción, trabajo que según él no es "ni un poemario ni una novela...".
En agosto de 2016 publica el sencillo 'Hay vida', y en septiembre "Mal Bicho".
El 11 de noviembre de 2016, ZPU lanza su quinto LP titulado " Espejo", en el que se hace un autorretrato poético y es, según él mismo, su álbum más profundo.
En 2018, publica su segundo libro llamado Marcar como no leído y, dos años después, en marzo de 2020, ZPU publica su sexto disco autoeditado, compuesto por trece pistas con colaboraciones diversas, llamado "Quiebro".
El 11 de abril de 2025 saca su más reciente disco, titulado "11", nombre que merece debido a la siguiente oración: "11:el lugar en el que vivir y morir cien veces al día",
ZPU nace un día 11 en la hora 11. Desde entonces esa marca, ese guiño del universo, camina con él. No le persigue, le acompaña. Está presente en sus días, se le aparece constantemente, se revela en otras fechas capitales de su vida más allá de la de su cumpleaños... y él va entendiendo precisamente eso, que no se trata de una casualidad, que no fue el azar ni un capricho y que la vida le habla a través de este número.
En algún momento, pronto, la cifra deja de serlo para convertirse en un rastro que seguir, en las migas de pan que caen frente a él en el camino por recorrer y en las huellas que indican el sendero de vuelta a casa. Y lo siente suyo. Y lo hace suyo.
Lo hace suyo con tal convicción que descubre que él es ‘11’. Él, quien es realmente, el que habita tras las capas de piel, el que reside en un lugar donde se libran batallas titánicas entre la luz y la sombra, allí donde brilla y se oscurece con la intensidad de mil soles naciendo y apagándose. Donde vive y muere cien veces al día
Este título se emite con una primera edición de 300 discos físicos firmados y dedicados por ZPU, además del contenido en plataformas.

## Discografía

### Como Muerte Acústica
- "Las rimas benditas escritas" (Maqueta) (1997)
- "MAnada vamos A" (Maqueta) (1998)

### ConMagnatiz
- "A puerto" (LP) (BoaCor, 2000)
- "Rara avis" (LP) (EnkÖmen, 2002)

### En solitario
- "Hombre de Oro" (LP) (EnkÖmen, 2006)
- "Contradicziones" (LP) (Zona Bruta, 2008)
- "Fase rem" (Maxi) (2009)
- "He tenido un sueño" (LP) (BoaCor, 2010)
- "Yo soy el cambio" (DVD + LP) (BoaCor, 2011)
- "Doce lunas" (LP) (Amajasala, 2013)
- "Los versos que nunca fueron canción" (Libro) (Frida Ed., 2016)
- "Espejo" (LP) (Amajasala, 2016)
- "Marcar como no leído" (Libro) (Muevetulengua, 2018)
- "Los versos no leídos" (Libro) (Muevetulengua, 2019)
- "Quiebro" (LP) (2020)
- "Fracturas" (EP) (2021)
- "Corazón de oro" (LP) (2021-2022)
- "11" (LP) (2025)

## Colaboraciones
- Shuga Wuga "Dime que no" (2001)
- Shuga Wuga "Malizzia" (2002)
- Loren "El proyecto del mono" (2004)
- Ases "Todo es decisión tuya" (2005)
- Abram "Prisma" (Necrópolis) (2005)
- Bazzel "El último de la fila" (2006)
- Porta "Pese a Todo" (No Es Cuestión De Edades) (2006)
- Chiva "Cuando el corazón aprieta" (2006)
- Nokley "Nokley beats vol. 1" (2006)
- Maikro "¿Qué sería?" (Plenilunio) (2006)
- VV.AA. "Flameado de Flow" (2006)
- Dawizard "Revolución" (2006)
- Suko "Pa' lo que sea man" (Flameado de flow) (2006)
- Yaina "Noctámbulos" (Alta Gama) (2007)
- Porta "El 90% de mí eres tú" (No Hay Truco) (2007)
- Del Valle "Pistolas y Rosas" (2007)
- Desplante "Cuestión de tiempo" (2007)
- Sector Expresión "Tiempo al tiempo" (2007)
- Porta "Ganarse el Respeto" (En Boca De Tantos) (2008)
- Nach "El juego del rap" (Un Día En Suburbia) (2008)
- Chiva "Fantasía"
- Del valle "Educación Malgastada" (2008)
- Sereno "Retórica Dinámica" (2008)
- Tanke One (Mexamafia) "Los Modos De La Calle" (2008)
- Euphrates "Yo Soy Un Soldado (Gladiator Remix)" (2008)
- Baghira "Decorado (Remix)" (2008)
- Ddo "Tranqui (Remix)" (La Mixtape Vol. 1)(2008)
- Hazhe "Whut" (2008)
- Zebra & Dlux "Vida No Ordinaria" (2008)
- KNO "El Mundo Esta Enfermo" (2008)
- 8octavos "Mi lugar Es Mi Mundo" (2008)
- Del Valle "Mantenlo Real" (2009)
- Ambkor "Un año bajo la lluvia (con T-Key)" ([2009])
- Desplante "Vida Rap Ida (Con Nach)" (Kalashnikov) (2010)
- Aaron y J.Calabria "Tu Que Vas Hacer" (2010)
- T-Key "El bosque de las brujas" (Aunque me cueste) (2010)
- Abram "Números Uno (Con Nach)" (Intenso) (2010)
- AM6 "Mi Generación (Remix)" (2010)
- Ddo "Sin Perdón (Remix)" (2010)
- Ambkor "Nada Original (con Artes, Demo, Zeidah, Noult, ZPU y DJ Joaking)"(Sueña Que No Estas Triste) (2011)
- Nach "Réquiem (Con Immortal Technique)" (Mejor Que El Silencio) (2011)
- Lom-C"Rebeldes Con Causa" "Proyecto Renacer"´(2011)
- El Prieto "Vivir o Morir" (2011)
- Xenon (Mc) "Mirando Con Lupa" "Miradas Eternas" (2011)
- Norver Producciones15-M: La Revolución (con Lom C, Madnass, Tereifer, Demonio, ElSucio, JML, Bezea, Karvoh, Muro, Biggem, Fixer, Pozo e Hijo Pródigo)
- Santa Morte Anestesia
- Porta "No Tienes Hueco" (Reset) (2012)
- Ambkor "Detosesale" (#Detosesale (álbum)#Detosesale) (2013)
- Sho-Hai "Dos Copas de más" (2013)
- Dj Tillo & Saot ST "Z" (After Hour Barcelona) (2014)
- El Chojin  "Guapa" (Energía) (2015)
- NK Profeta "Jaque mate" (Nostalgia) (2015).
- Chukky "Cámbiate por mí" (Stracciatella) (2015)
- Xhelazz "Miranda (Con Alba)" (Gibran) (2016)
- Porta "El 90% de mí Eres Tú 1.5"(Equilibrio) (2016)
- Locus "Elévame"(Kraken) (2017)
- Ambkor "Ahora" ft ZPU y el Santo (2024)

## Inéditos
- "El Expediente"
- "Escalera Real" (BSO The Royal Flush)
- "París-Barcelona" (con Makizars)